# Pseudorhipsalis
Pseudorhipsalis — род растений семейства Кактусовые (Cactaceae).

## Название
Родовое латинское (научное) название Pseudorhipsalis происходит от греч. pseudo — «ложный», и названия рода кактусовых Rhipsalis — Рипсалис, в связи с их сходством.

## Описание
Род кустистых кактусов, обычно эпифиты, иногда литофы, прямостоячие или дугообразные. Стебли изначально цилиндрические, затем становятся уплощенными и могут быть зубчатыми или гладкими. Колючки отсутствуют.
Цветки дневные, маленькие, появляются у основания ареол, имеют короткую воронкообразную форму. Они вращаются и могут быть белыми, желтовато-белыми, зеленоватыми или розоватыми, реже голубоватыми (Pseudorhipsalis amazonica). Плоды имеют шаровидную форму и могут быть от ягодообразных до яйцевидных. Они голые, беловатые или розовые при созревании, иногда с фиолетовым оттенком. Семена чёрные или тёмно-коричневые, имеют форму груши и слегка бугорчатые.

## Распространение и экология
Представители рода произрастают в следующих странах: Белиз, Боливия, Север Бразилии, Колумбия, Коста-Рика, Эквадор, Гватемала, Гондурас, Ямайка, Мексика, Никарагуа, Панама, Перу и Венесуэла.

## Таксономия
Pseudorhipsalis Britton & Rose, первое упоминание в Cact. 4: 213 (1923).

### Синонимы
Гетеротипные (основанные на разных номенклатурных типах):
- Kimnachia S.Arias & N.Korotkova (2017)
- Wittia K.Schum. (1903), nom. illeg.
- Wittiocactus Rauschert (1982)

### Виды
Подтвержденные виды (6) по данным сайта Plants of the World Online на 2023 год:
- Pseudorhipsalis acuminata Cufod.
- Pseudorhipsalis alata (Sw.) Britton & Rose
- Pseudorhipsalis amazonica (K.Schum.) Ralf Bauer
- Pseudorhipsalis himantoclada (Rol.-Goss.) Britton & Rose
- Pseudorhipsalis lankesteri (Kimnach) Barthlott
- Pseudorhipsalis ramulosa (Salm-Dyck) Barthlott

- Pseudorhipsalis amazonica
- Pseudorhipsalis himantoclada
- Pseudorhipsalis ramulosa